# Kotylozaury
Kotylozaury (Cotylosauria) – pierwotnie nazwę tę stosowano na określenie najstarszych i najbardziej pierwotnych gadów kopalnych, które miały dać początek wszystkim późniejszym owodniowcom. Obecnie jednak uważa się, że tak definiowane kotylozaury grupowały różne bliżej nie spokrewnione ze sobą zwierzęta czworonogie – m.in. część anapsydów (np. wymarłe pod koniec permu parejazaury) i blisko spokrewnione z diapsydami karbońskie rodziny Captorhinidae (m.in. rodzaj Captorhinus) i Protorothyrididae (m.in. rodzaj Hylonomus), a według niektórych definicji nawet sejmurię i pokrewne jej czworonogie. W dodatku tak definiowane kotylozaury były grupą parafiletyczną, gdyż nie obejmowały bardziej zaawansowanych ewolucyjnie owodniowców, które miały od nich pochodzić.
Obecnie nazwa „kotylozaury” bywa używana na określenie kladu obejmującego wszystkie owodniowce i siostrzany wobec nich, wymarły klad Diadectomorpha, do którego należały m.in. rodzaje Diadectes, Limnoscelis i Tseajaia. Gauthier, Kluge i Rowe (1988) zdefiniowali Cotylosauria jako klad obejmujący współczesne owodniowce i wszystkie czworonogi bliżej spokrewnione z owodniowcami niż z rodzajem Solenodonsaurus, zaś Laurin i Reisz (1995) zdefiniowali Cotylosauria jako klad obejmujący ostatniego wspólnego przodka diadektomorfów i synapsydów oraz wszystkich jego potomków.